# Milan Řepa
Milan Řepa (* 17. ledna 1970, Kyjov) je český historik.

## Životopis
Na Filozofické fakultě Masarykovy univerzity v Brně absolvoval magisterské studium historie (1988–1993) a doktorský studijní program se specializací na české dějiny (1996–1999).
V Historickém ústavu Akademie věd ČR je vědeckým pracovníkem Oddělení dějin 19. století a vedoucím brněnské pobočky ústavu. Od roku 2000 současně vyučuje na FF MUNI. Odborně se zaměřuje na téma dějin Moravy mezi lety 1740 až 1918, na formy kolektivní identity a nacionalismus, nebo na dějiny a teorii dějepisectví.

### Ocenění
- 2002 – Cena Josefa Hlávky
- 2012 – Regionální cena Miroslava Ivanova